# Paulus Götz
Paulus Götz, latinisiert Paulus Jovius (* um 1570, Ort ungeklärt, genannt werden Themar und Burgpreppach; † 4. Juni 1633 in Ebeleben), war ein deutscher Historiker und Schulleiter.

## Leben
Paulus Götz wurde als Sohn eines Predigers geboren und studierte in Wittenberg Philosophie.
1618 wurde er Rektor an der gräflich schwarzburgischen Stiftsschule zu Ebeleben. Neben seiner Schultätigkeit war Jovius als Historiker tätig. Sein Hauptwerk war die Schwarzburgische Chronik (Chronikon Schwarzburgicum). In diesem Werke beschäftigte er sich mit der Geschichte des Adelsgeschlechtes Schwarzburg bis zum Anfang des 17. Jahrhunderts.
Auf diesem Gebiete war er zu seiner Zeit führend. Später haben diverse Autoren auf seinen Arbeiten aufbauen können. Das Werk dient heute noch als wichtige Quelle in der Forschung zum Haus Kevernburg-Schwarzburg.

## Werke (Auswahl)
- Chronikon Schwarzburgicum (Schwarzburgische Chronik). In: Diplomataria et Scriptores Historiae Germanicae medii aevi. I. Hrsg. von Christian Schoettgen und Gregor C. Kreysig, Altenburg 1753, S. 109–724